# 保園翔也
保園 翔也（ほぞの しょうや、1995年（平成7年）12月11日 - ）は、地方競馬の浦和競馬場埼玉県騎手会所属の騎手である。地方競馬教養センター騎手課程第94期生。

## 来歴
栃木県芳賀郡益子町出身。矢板中央高等学校時代はサッカー部に所属していた。
2016年4月1日付で地方競馬騎手免許を取得。同年4月25日第1回浦和競馬1日目第1競走3歳三組（186.3万円以上310.2万円未満条件戦）をケイティーテンリウで初騎乗（10頭立て2番人気5着）。同年5月2日第2回船橋競馬1日目第6競走（C2選抜馬イ条件戦）をプレジャーリーフで優勝（10頭立て8番人気）し、通算30戦目で初勝利。同年6月27日第5回大井競馬1日目第4競走（3歳50万円未満条件戦）をタマノシルエットで優勝（14頭立て4番人気）し、南関東4場での勝利を達成。
2017年2月8日、平成28年南関東4競馬最優秀新人騎手賞を受賞した。同年12月28日5回中山競馬9日目第8競走2017ヤングジョッキーズシリーズファイナルラウンド中山第1戦でレオクイックに騎乗（14頭立て8番人気10着）し、中央競馬初騎乗。
2019年5月10日第2回船橋競馬5日目第12競走薫風賞（C3特選一組）をインナーブルで優勝（14頭立て3番人気）し、地方競馬通算100勝を達成。
2022年11月8日から名古屋競馬場で期間限定騎乗。当初は2023年1月6日までの予定であったが、2023年3月31日まで期間を延長した（制度の都合上1月30日から再開という形）。名古屋競馬での所属は川西毅厩舎だった。
2022年12月8日、第19回名古屋競馬4日目第3競走（C5組）をグレートコマンダー号で勝利（12頭立て4番人気）し、地方競馬通算勝利200勝を達成。
2023年4月1日から5月31日まで笠松競馬場で期間限定騎乗。笠松競馬での所属は伊藤強一厩舎だった。